# Catherine Annen
Catherine Jeanne Annen, přechýleně Catherine Annenová, je francouzská geoložka, která působí na Akademii věd České republiky. Její výzkum se zaměřuje na vyvřelá tělesa, sopečné erupce a průzkum geotermální energie. V roce 2022 jí byla Geologickou společností Londýna udělena Bigsbyho medaile.

## Vzdělání
Annenová studovala vědy o Zemi na Ženevské univerzitě, kde souběžně působila jako asistentka pedagoga v oblasti modelování sopečných procesů. V Ženevě pokračovala v postgraduálním výzkumu, přičemž částečně spolupracovala s Univerzitou Blaise Pascala. Její dizertační práce se zaměřovala na modelování růstu sopek. Po získání doktorátu nastoupila na Univerzitu v Bristolu, kde se věnovala modelům vstřikování magmatu a postupně umisťovaných intruzí.

## Výzkum a kariéra
V roce 2003 se Annenová vrátila na Ženevskou univerzitu jako odborná asistentka. V roce 2009 začala znovu působit na Bristolské Univerzitě, tentokrát jako akademička. Její výzkum kombinoval numerické simulace s modely přenosu tepla k hlubšímu pochopení magmatických procesů. Zvláště se zajímala o genezi diferencovaných tavenin a vliv umístění plutonů na růst velkých magmatických komor.
Studovala sopky Soufrière Hills a Mount Pelée a objasnila environmentální podmínky, které ovlivňují frekvenci a rozsah sopečné aktivity. Zjistila, že malé, časté erupce jsou spouštěny doplňováním magmatu, zatímco větší erupce jsou způsobeny vztlakem magmatu, který vede k méně častým, ale intenzivnějším událostem, poháněným akumulací méně hustého magmatu pod sopkami. Její závěry předpovídají, že největší možná sopečná erupce by mohla uvolnit až 3 500 km3 magmatu.
V roce 2015 se Annenová stala šéfredaktorkou časopisu Frontiers in Earth Sciences. Od roku 2021 je členkou Akademie věd České republiky, kde se i nadále věnuje výzkumu vzniku a diferenciace magmatických komor. V roce 2022 byla zvolena viceprezidentkou Výboru pro vulkanické a magmatické instalatérské systémy. 